# تاريخ يريفان
يبدأ تاريخ يريفان عاصمة أرمينيا الحديثة في العصور القديمة حيث يرجع تاريخ ميلادها إلى 782 قبل الميلاد. وقد كانت المدينة التي يبلغ عمرها ما يقرب من 2800 عام مكانا للسكن في العصر الحجري الحديث.
بعد مرور تاريخ من الأحداث الأكثر إثارة، أصبحت يريفان للمرة الثانية، عاصمة أرمينيا إلى حين استقلالها في عام 1991.